# Joe Cole (színművész)
Joseph Michael Cole (London, 1988. november 28. –) angol színész.
Feltűnt a Szemekbe zárt titkok (2015), A kíméletlen (2017) és A jég ellen (2022) című filmekben. Fontosabb alakításai voltak olyan televíziós sorozatokban, mint a Skins, a Birmingham bandája, a Fekete tükör és a Londoni bandák.

## Gyermekkora
Öt testvér közül ő a legidősebb. Öccse, Finn Cole szintén színész, a Birmingham bandája című sorozatban unokatestvérek voltak.

## Filmográfia

### Film
| Év   | Magyar cím                           | Eredeti cím                    | Szerep            | Magyar hang     |
| ---- | ------------------------------------ | ------------------------------ | ----------------- | --------------- |
| 2012 |                                      | Offender                       | Tommy             |                 |
| 2012 | Most jó                              | Now Is Good                    | Scott             |                 |
| 2014 | Hosszú út lefelé                     | A Long Way Down                | Chas              | Márkus Sándor   |
| 2014 | Eszmélet                             | The Falling                    | Kenneth Lamont    | Szatory Dávid   |
| 2014 |                                      | Peterman                       | Johnny            |                 |
| 2015 | Zöld szoba                           | Green Room                     | Reece             | Berkes Bence    |
| 2015 |                                      | Pressure                       | Jones             |                 |
| 2015 | Szemekbe zárt titkok                 | Secret in Their Eyes           | Marzin / Beckwith | Szatory Dávid   |
| 2017 |                                      | Eye on Juliet                  | Gordon            |                 |
| 2017 |                                      | Woodshock                      | Nick              |                 |
| 2017 | Köszönjük, hogy a hazáját szolgálta! | Thank You for Your Service     | Billy Waller      |                 |
| 2018 | A kíméletlen                         | A Prayer Before Dawn           | Billy Moore       | Előd Álmos      |
| 2018 |                                      | Happy New Year, Colin Burstead | Ed                |                 |
| 2020 |                                      | One of these Days              | Kyle Parson       |                 |
| 2022 | A jég ellen                          | Against the Ice                | Iver Iversen      | Fancsikai Péter |

Rövidfilmek
- 2010: Assessment – Michael
- 2012: Volume – Sam
- 2014: Slap – Connor
- 2014: Callow & Sons – ismeretlen szerep

### Televízió
| Év        | Magyar cím          | Eredeti cím        | Szerep        | Megjegyzések                   |
| --------- | ------------------- | ------------------ | ------------- | ------------------------------ |
| 2010      |                     | The Bill           | Leo Cooper    | 1 epizód                       |
| 2010      | Holby Városi Kórház | Holby City         | Shaun Jackson | 2 epizód                       |
| 2010      |                     | Stanley Park       | Lee           | tévéfilm                       |
| 2011      | Repülj velem!       | Come Fly with Me   | Jordan        | 2 epizód                       |
| 2011      |                     | Injustice          | Alan Stewart  | 4 epizód                       |
| 2012      | Skins               | Skins              | Luke          | 2 epizód                       |
| 2012      |                     | The Thick of It    | Jack          | 1 epizód                       |
| 2012      |                     | The Hour           | Trevor        | 3 epizód                       |
| 2013      |                     | Playhouse Presents | Stephen       | 1 epizód                       |
| 2013–2017 | Birmingham bandája  | Peaky Blinders     | John Shelby   | főszereplő (20 epizód)         |
| 2017      | Fekete tükör        | Black Mirror       | Frank         | 1 epizód (Akasszuk fel a DJ-t) |
| 2019      |                     | Pure               | Charlie       | főszereplő (6 epizód)          |
| 2020–     | Londoni bandák      | Gangs of London    | Sean Wallace  | főszereplő                     |
| 2022      |                     | The Ipcress File   | Harry Palmer  | minisorozat (6 epizód)         |
| 2023      |                     | A Small Light      | Jan Gies      | minisorozat                    |

## Fordítás
- Ez a szócikk részben vagy egészben  a   Joe Cole (actor) című angol Wikipédia-szócikk ezen változatának fordításán alapul.  Az eredeti cikk szerkesztőit annak laptörténete sorolja fel. Ez a jelzés csupán a megfogalmazás eredetét és a szerzői jogokat jelzi, nem szolgál a cikkben szereplő információk forrásmegjelöléseként.